# Leonard Kelly-Young
Leonard Kelly-Young (* 29. September 1948 in Chicago, Illinois, USA) ist ein US-amerikanischer Schauspieler. 

## Leben und Karriere
Kelly-Young besuchte von 1963 bis 1965 die Tuley High School in Chicago. Er studierte Journalismus an der University of Illinois, wo er Mitglied des Rundfunkclubs der Universität war.  In der Saison 2007/08 war er als Theaterschauspieler bei der Rubicon Theatre Company engagiert, wo er u. a. in Bus Stop und 
Hamlet mitwirkte. 2012 hatte er ein Engagement bei der Ensemble Theatre Company in Santa Barbara. Im September/Oktober 2014 spielte Kelly-Young am Gil Cates Theater in Los Angeles in dem Theaterstück Choir Boy.
In Film und Fernsehen, wo er seit Ende der 1980er Jahre aktiv ist, wirkte Kelly-Young fast ausschließlich als Nebendarsteller. Häufig wurde er als Detektiv, Polizist, Wachmann oder Geschäftsmann eingesetzt. 
In den 1990er Jahren gehörte er als Jim Ryan zur Stammbesetzung der Action-Serie Renegade; außerdem wirkte er 1992–1993 in der Rolle des Bösewichts Gus Bertoli kurzzeitig in der Seifenoper Zeit der Sehnsucht mit. In dem Kinofilm Sliver (1993) spielte er einen Priester.
Kelly-Young hatte zahlreiche Gastauftritte in US-amerikanischen Fernsehserien, u. a. in Profis contra Ganoven (1991, mit Madge Sinclair), Eine schrecklich nette Familie (1994), Pacific Blue – Die Strandpolizei (1996), Mike Hammer, Private Eye (1998), CSI: Vegas (2000), Carnivàle (mit Adrienne Barbeau) und Boston Legal (2008).
In der US-Fernsehserie Star Trek: Enterprise spielte er 2001 in der ersten Staffel in der Episode Cold Front die Rolle des Borothaners und Warp-Antriebs-Theoretikers Sonsorra. Sein Kostüm wurde 2007 und 2008 in Online-Auktionen angeboten.
Er ist auch für seine Rollen in den Spielfilmen Gone Girl – Das perfekte Opfer (2014) und Rampart – Cop außer Kontrolle (2011) bekannt.